# Vanessa Heinz
Vanessa Heinz (* 1998 in Hongkong) ist eine deutsche Musicaldarstellerin.

## Karriere
Vanessa Heinz wuchs in Berlin auf und studierte an der Theaterakademie August Everding in München Musical.
Ihren Abschluss erlangte sie 2021 und spielte bereits während ihres Studiums in diversen Musicals, u. a. in Cinderella, Peter Pan und American Idiot.
Den Förderpreis des Bundeswettbewerb Gesang gewann sie 2019 und stand anschließend beim „Großen Musical TV-Konzert“ auf der Bühne der Vereinigten Bühnen Wien. Sie gehörte zur Cast der Wiedereröffnungsgala „We are Musical“ des Wiener Raimund Theaters.
Von Januar bis Herbst 2022 war sie als Erstbesetzung Kim im Musical „Miss Saigon“ in Wien zu sehen, seit Herbst 2022 ist sie im Musical „Rebecca“ im Wiener Raimund Theater zu erleben, wo sie auch in der Hauptrolle der ICH zu erleben sein wird. Sie ist Solistin der Musicalgala „Musicalstars in Nürnberg“.

## Produktionen (Auswahl)
- 2018: Cinderella
- 2018: Peter Pan
- 2019: American Idiot
- 2021: Großes Musical TV-Konzert als Solistin
- 2021: We are Musical als Solistin
- 2022: Miss Saigon als Kim
- 2022: Rebecca als Ensemble, Cover Ich
- 2024: Dear Evan Hansen als Alana Beck (deutschsprachige Erstaufführung)
- 2024: Into the Woods als Rotkäppchen